# ブルドーザー

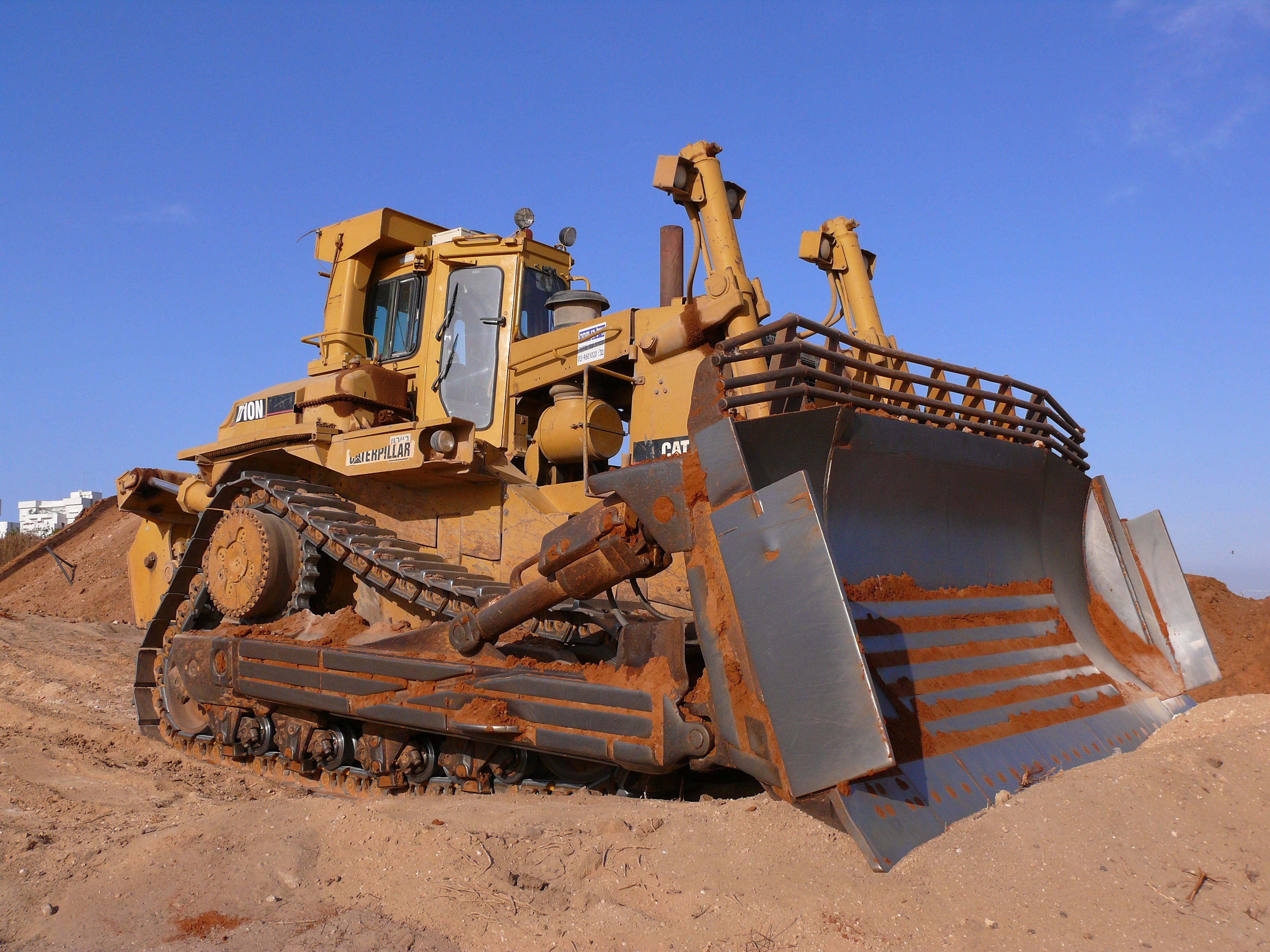
ブルドーザー（キャタピラー・D10N）

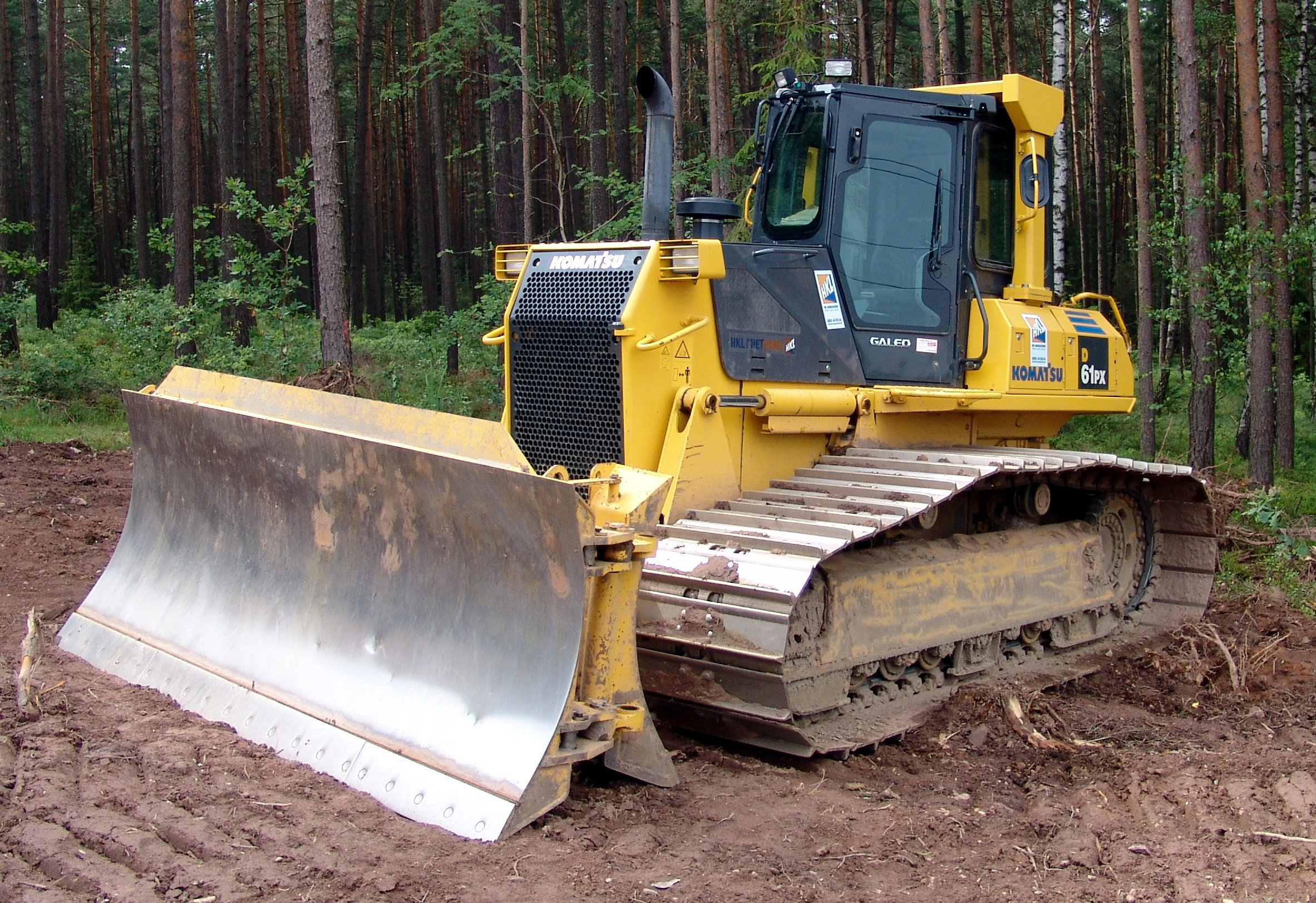
ブルドーザー（コマツ・D61PX）

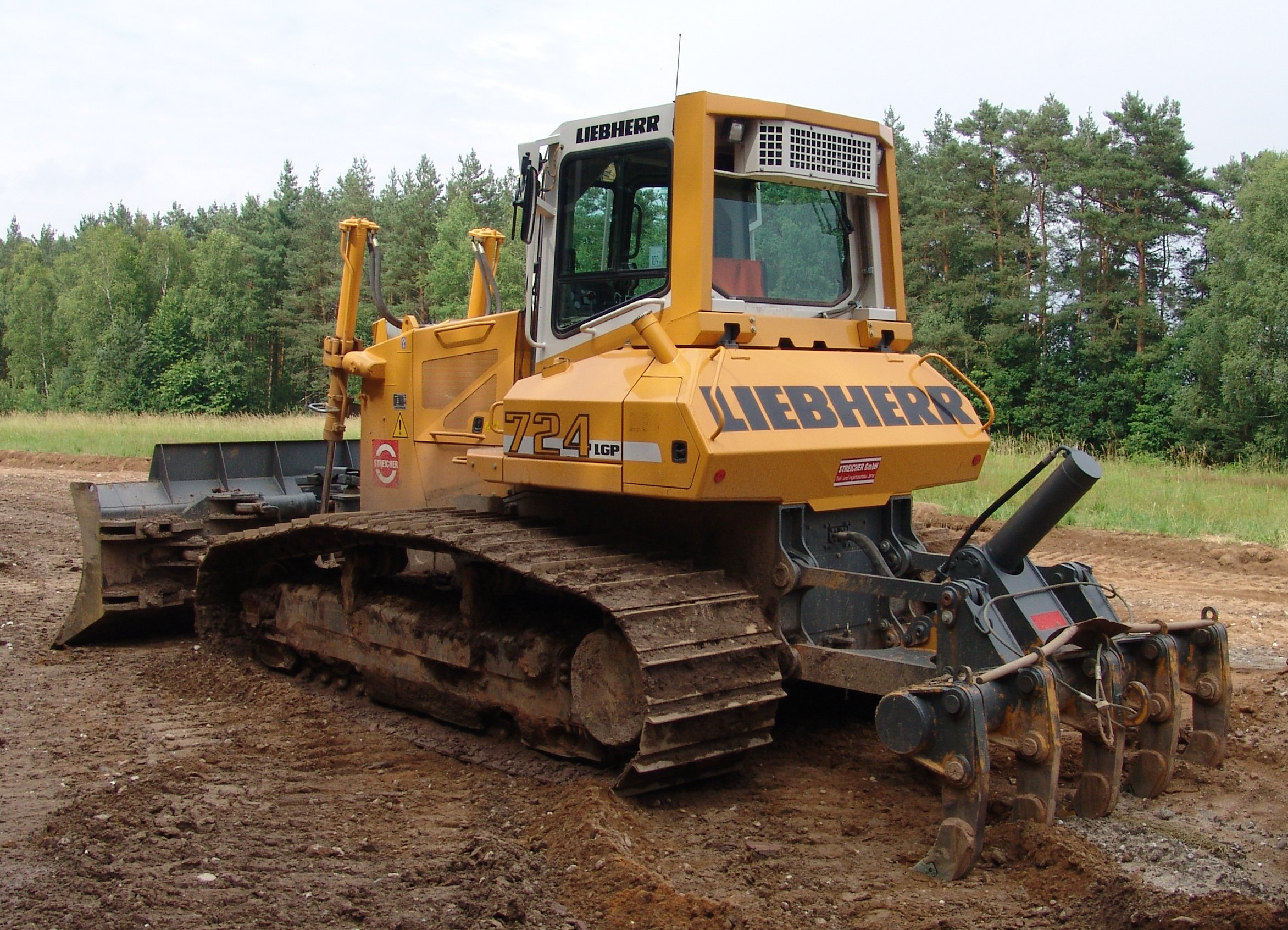
後部にリッパを装着したブルドーザー（リープヘル・724）

ブルドーザー (Bulldozer) とは、土砂のかきおこしや盛土、整地に用いる建設機械のこと。ブルドーザ、平土機、略してブルともいう。

## 解説
トラクターの前面に可動式のブレード（排土板）を装着していて、進行方向に土砂を押しだす。中には後部に土砂や岩盤を掻き起こす爪（リッパ）を装着する車両もある。
概して開発途上国ではブルドーザーの需要は高く、先進国では低い。
それにもかかわらず、強大な推進トルクを発揮するブルドーザーの開発製造にかかる技術的ハードルは低いものではないため、現在、主なメーカーは、アメリカのキャタピラー社と日本の小松製作所の2社で世界市場をほぼ寡占する状態となっている。

## 歴史

### 名称の由来
本来の「bulldozer」という言葉は、強い雄牛（Bull）が弱い雄牛を押し退ける様子を表すものであった。
Sam Sargentと Michael Alvesによって執筆された「Bulldozers（1994年）」によれば、「1880年頃の米国における"bull-dose"の一般的な用法は、「（強要したり脅したりして）強引に推し進める」というような意味であり、牛に対してあらゆる種類の薬や罰を大量かつ効率的に与えることを意味する”bull’s dose”（雄牛に薬を与える）を語源とするスラングであった。1886年にはスペルにわずかな違いがあったものの”bulldozer”が両方を意味するようになり、19世紀末頃までに”bulldozing”とは、強引な力を使用して障害物を押し退けたり通り抜けたりすることを意味するようになった」とある。
また、別の説として、「ブルドーザーの出現によって雄牛が居眠りするほど役目がなくなったことから、「雄牛」の”bull”と「居眠り」の”doze”を合成させて”Bulldozer”となった」と説明されることがあるが、出典の根拠等が明確ではないことから、誤った解釈が広まったものと思われる。

### ブルドーザーの登場
誰が最初のブルドーザーを発明したのかは定かではないが、1917年には米国Russell（ラッセル）社（除雪用車両の一種であるラッセル車の開発元（開発者であり創業者でもあるJ.H. Russellの名に由来）のカタログに、2頭引き馬車の前面にブレード（排土板）を装着したものが「Bull Dozer」という名称で掲載されていた。
1923年にアメリカ合衆国のカミングスとマクロードによって、ホイール（車輪）型トラクターにブレード（排土板）を装着したものが世に登場し、同年にはLaPlant-Choate社からクローラー（履帯）型トラクターにブレード（排土板）を装着したものが登場している。
本来、「ブルドーザー」という用語は、技術的にブレード（排土板）のみを指していた。しかし、様々な企業によってトラクターとブレード（排土板）を組み合わせた形態の機械が「ブルドーザー」として販売されるようになり、特に不整地で活躍することが多い性質からクローラー（履帯）型が一般的な形態となり、これらを「ブルドーザー」と呼称することが一般化していったと考えられる。
なお、現在では、ホイール（車輪）を用いたものを「ホイールドーザー」、クローラー（履帯）を用いたものを「ブルドーザー」として分類している。

### 日本におけるブルドーザーの歴史

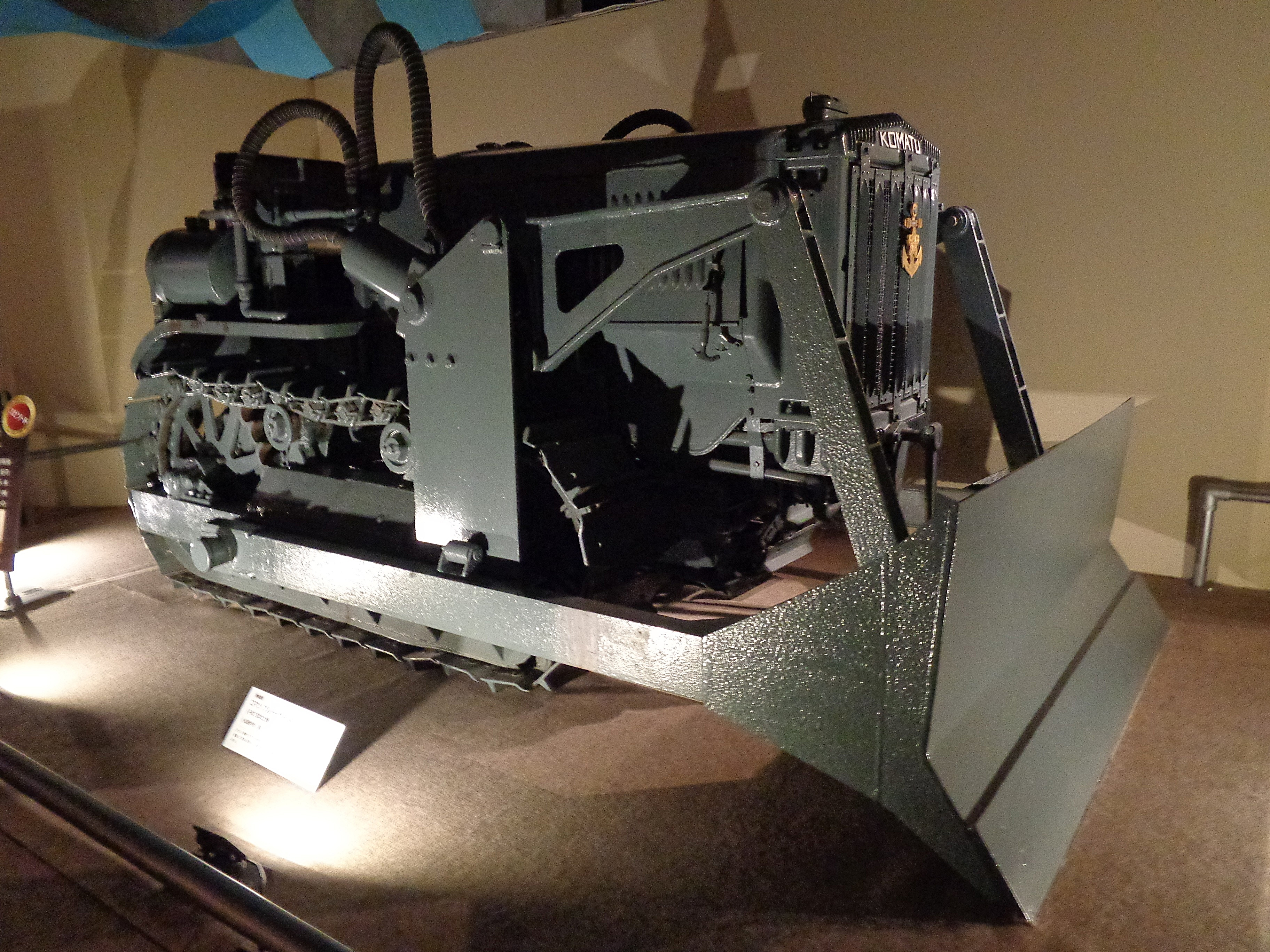
小松製作所製初代ブルドーザー

日本におけるブルドーザーは、戦前から京都帝国大学で研究されていたが、ほとんど研究は進まなかった。
国内における最初の実用的な使用は、鉄道省信濃川発電所（現：JR東日本信濃川発電所）のうち千手発電所関連の工事であり、1940年（昭和15年）頃から使用された。現地責任者であった国鉄技師の三好新八は、米国キャタピラー社から何台かのブルドーザーを輸入して工事に使用した。当時、日本と米国は緊張状態にあったが、米軍に制式採用されたモデル以外は輸入可能であった。最初の運転は三好本人が行い、「マニュアルに記載の手順通り行ったところ、一発でエンジンが掛かったことが印象的であった」とのことである。また、太平洋戦争突入以降、軍から技術者が派遣され、本輸入機のスケッチが行われたこともあった。
太平洋戦争初期の1941年（昭和16年）12月23日に大日本帝国海軍が米軍拠点のウェーク島を占領した際、日本軍側は米軍捕虜に200-300人の労働力提供を申し入れたが何を行うのかと聞かれ「飛行場の修理だ」と伝えると、「それなら10人程度で大丈夫だ」と答え、米軍から鹵獲して何に使うものか見当がつかなかったブルドーザー1両を米軍工兵隊員が動かして実際にそれをやってのけた。当時機動部隊の参謀長であった草鹿龍之介によれば、「国産のブルドーザーはパワーもなく、しかも無理をすると履帯が切れてしまうような代物であり、詳しい事はわからないがとにかく比較にならない性能差があり、これでは戦争も難儀であろう」という感想を抱いたという。また、これまで人力で行ってきた土木工事を短時間で大量に行ってしまうブルドーザーを見て海軍の関係者は、「これ程技術と作業速度に差があるなら、日本はアメリカとの戦争に負けるだろう」と悟ったと言われている。
このブルドーザーは後に小松製作所に送られて国産化のための研究が行なわれ、開発期間を短縮するため既に存在していたG40型ガソリン牽引車に油圧ドーザーブレードを追加したものが「小松1式均土機」（コマツブルドーザーG40）として1943年（昭和18年）に海軍設営隊に採用され、約150台が生産された。小松1式均土機は、コマツテクノセンター（静岡県）に1台が保存されており、日本機械学会の認定機械遺産となっている。
陸軍は火砲牽引車にドーザーを付けた「トイ車」を1943年に採用し、終戦までに80台が生産された。続いて、トイ車の実績を元に本格的なブルドーザーとしてトイ車を大型化し統制エンジンを搭載した「トヘ車」、同じく統制エンジンを搭載し各所の構造をよりブルドーザーとして適したものとした「トロ車」が1944年に試作されたが、戦況の悪化から軍の方針が本土決戦を見据えた戦闘兵器の重点生産に変更されたため、いずれも本格量産の前に終戦となっている。
また、終戦後の復興に際し、GHQの指示で旧日本軍戦車を改造したブルドーザーが製造され、「更生戦車」の名称で復興作業に従事・活躍した。
復興期から高度成長期にかけて日本の土木・建設機械産業も大いに成長するが、ブルドーザーは母体である装軌式トラクターの需要が萎み、専業ニッチに特化した製品化してコストが見合わなくなったため、多くのメーカーが撤退することとなった。

## 特殊なブルドーザー
ドーザーショベル
ブレードの代わりにバケットを装備したもので土砂を盛ったりトラックに積み込める。積雪地では冬季間の除雪用として使われることもある。
トリミングドーザー
両面が使用可能なブレードを装備したもので、進行方向に土砂を押すだけでなく、バックしながら土砂を引き寄せることもできる。
水陸両用ブルドーザー
浚渫船の出入りできない浅瀬や狭い水路での作業を行う。操縦は車体上部に組んだ櫓の上に乗って操作するか、陸地から無線で行う。動力は通常のエンジンであるが、吸排気用に長いパイプが上に伸びている。
日本では小松製作所が1968年から旧建設省の指導のもとで開発に着手した。当初から無線操縦が念頭に置かれており、現場投入が「遠隔操作による施工」の最初の例でもあるという。
コマツは1971年、世界初の商用機となる「D155W-1」を販売するも、実際に売れたのは世界で36台にとどまり、1993年に製造中止、2013年時点で国内の5台だけが現存機であった。
同機を所有する青木あすなろ建設は、東日本大震災の津波で破損した閖上大橋（宮城県名取市）の橋脚工事のため、2013年にコマツに修理を依頼したが、コマツでも専用部品や図面の一部が紛失していた。しかし開発に携わったOBや協力企業などの協力を得て1年掛けて修理、原価で納品した。
水中ブルドーザー
ダイバーによる有線遠隔操縦によって海底を走行し、作業を行う。動力には電動モーターが使用されている。

## 製造会社
現在製造している会社（日本国内）は以下の通り。
- コマツ - 小型から世界最大級のモデルまでラインナップあり。また水陸両用ブルドーザー、水中ブルドーザーなどの応用機も製造実績あり。
- キャタピラージャパン - 小型、中型機の一部のクラスは日本でも生産している。大型機は海外から輸入。ハイブリッドタイプの製造も行っている。

過去に製造していた会社は以下の通り（日本メーカーのみ）。
- 三菱重工業 - 小型から30t超級までを製造。のちにキャタピラー社との合弁会社「キャタピラー三菱」（1987年＜昭和62年＞に新キャタピラー三菱に社名変更、2008年＜平成20年＞8月以降の社名はキャタピラージャパン）設立に伴い、小型クラスのBD2を除き順次生産終了。
- 日立建機 - 通常のブルドーザに加え、水中ブルドーザを開発するなど力を入れていたが、昭和40年代後半に製造終了。のちに古河機械金属、米国ジョンディアよりOEMを受け、一時期販売するも、こちらも現在は販売終了している。
- 日特金属工業 - 昭和30～40年代当時湿地ブルドーザと言えば日特と言われた。
- 古河鉱業（古河機械金属） - 4t級のブルドーザを製造。日立建機、クボタにOEM供給していた。
- ヤンマーディーゼル - 小型のブルドーザを製造。かつては米国ジョンディア代理店となり一時期販売するも撤退、日立建機に引き継いだ。
- 久保田鉄工（クボタ） - 小型のブルドーザを製造。

など

## 軍用ブルドーザー
| イスラエル国防軍のD9装甲ブルドーザー |  | ドーザーブレードを装備したM4中戦車 |
| イスラエル国防軍のD9装甲ブルドーザー |  | ドーザーブレードを装備したM4中戦車 |

ブルドーザーは軍隊でも用いられる。ブルドーザーの推進力は陣地や塹壕の造営から、敵の築造した塹壕や鉄条網のバリケードや地雷原といった障害の排除など、多岐に渡る工兵の任務に有効である。
イスラエル国防軍は、米国キャタピラー社のタイプD9のキャビン・エンジン、その他を装甲し、機関銃・発煙弾投射機・擲弾発射機などを取り付けたものを多数保有し、新規のユダヤ人入植地など紛争地帯で敵対勢力の立てこもる家屋を壊す一種の兵器として使用している。2003年にはガザ地区で抗議活動を行っていた米国人女性レイチェル・コリーが同車に轢かれて死亡する事件が起こっており、このため米国内ではD9のイスラエル向け輸出に対する反対運動が起きている。この他、イラン・イラク戦争における第5次ヴァル・ファジュル作戦では、イラン側が日本製ブルドーザーを投入、ドーザーブレードで銃弾から歩兵を守る盾となった。
D9装甲ブルドーザーのように民生品を改造したブルドーザーがある一方で、通常のブルドーザーの最高速度は10～15km/h程度と遅いため、戦闘部隊のスピードに見合うよう最初から軍用として開発されたブルドーザーもある。アメリカ軍のM9ACEは戦車と同等の速度と航続距離を持ち、最前線に進出して塹壕を兵士ごと埋める戦法を行った。陸上自衛隊が保有する75式ドーザは、戦車の70km/hには及ばないながらも45km/hを発揮可能で、砲煙弾雨の中で作業できるように弾片や小銃弾に対する装甲が施されている。また、戦車などの車体を転用した工兵車両、あるいは装甲戦闘車両そのものにドーザーブレードを装備して、整地や塹壕掘り、バリケード破壊などに用いられる事も多い。

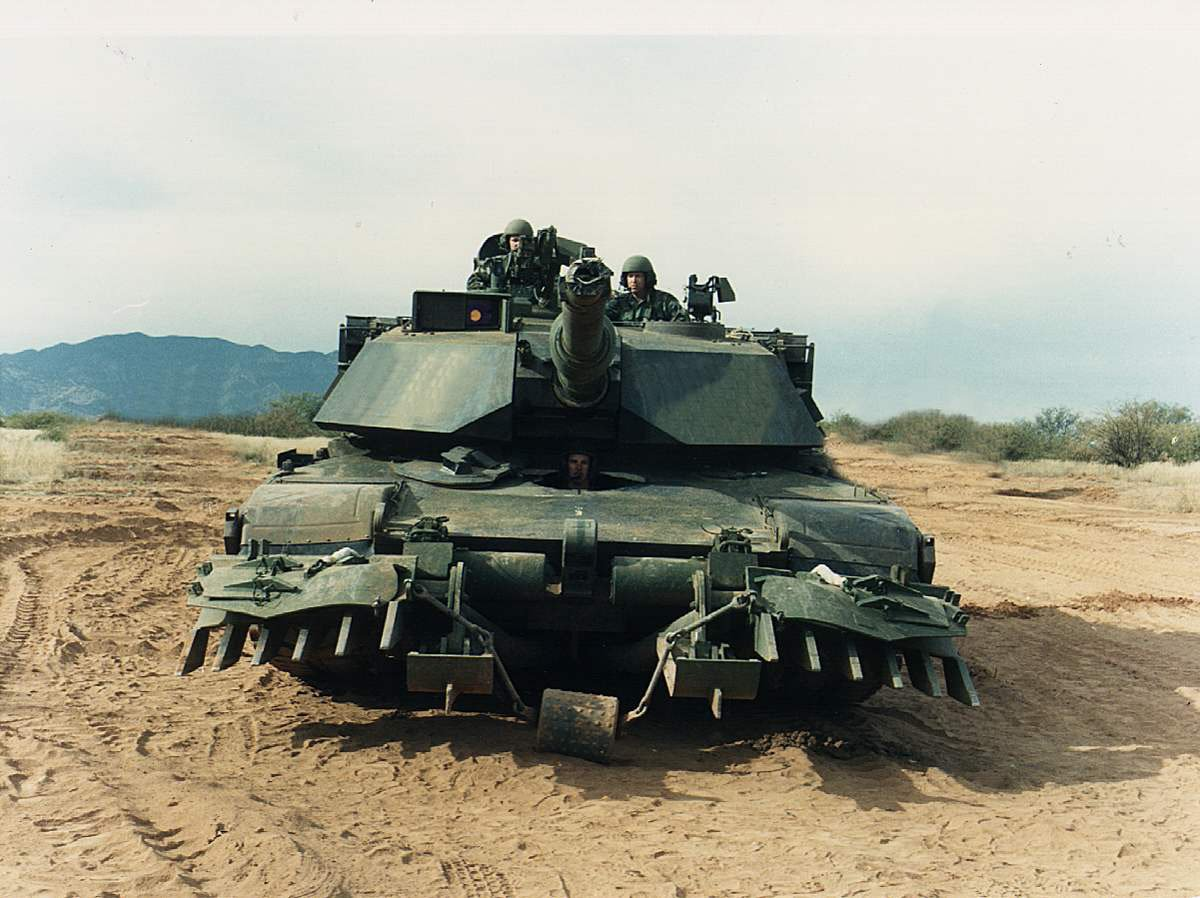
M1エイブラムス戦車に装着された地雷除去具（マインプラウ
）駆動機構がむき出しになっている。

攻勢兵器である戦車は、時に敵が陣地などを築いて防備している箇所へ強攻が求められるため、しばしば自力にて障害を排除するためのドーザーブレードや地雷除去具（92式地雷原処理ローラなど）を装備するが、これらを装備するとその駆動機構が防御上の弱点となったり、車内容積の圧迫、操縦感覚への影響など問題も少なくないため全車両が装着に対応してはいない。陸上自衛隊ではドーザ装置のある戦車は1個中隊（10両強）に1両の割合とされる。

## 短編映画（教材）
ブルドーザーの建設現場に於ける活用法について順序立てて解説するための短編映画が2本制作されている。
何れも建設技術教育映画製作委員会の企画の下につくられた「建設技術教育シリーズ」の一作品としてラインナップされている。
- 『ブルドーザ　点検・整備編』

ブルドーザー本体の構造、機能及び動作について解説すると共に、メンテナンスの方法についての説明も為されている。
- 『ブルドーザ　施工編』

建設現場に於ける土工作業が実際どのような手順を踏んで行われているのか、またどのような機械（ブルドーザーなど）が用いられているのか、解説している。
2本ともニッポン報道映画社が制作にあたったが、制作に際し建設省（現・国土交通省）の監修を受けているほか、建設広報協議会や全国工業高等学校長協会などからの後援を、そして小松製作所からの協賛を、それぞれ得ている。
現在は2本とも科学映像館（NPO法人・科学映像館を支える会）のWebサイト上に於いて無料公開されている。